# John Regis

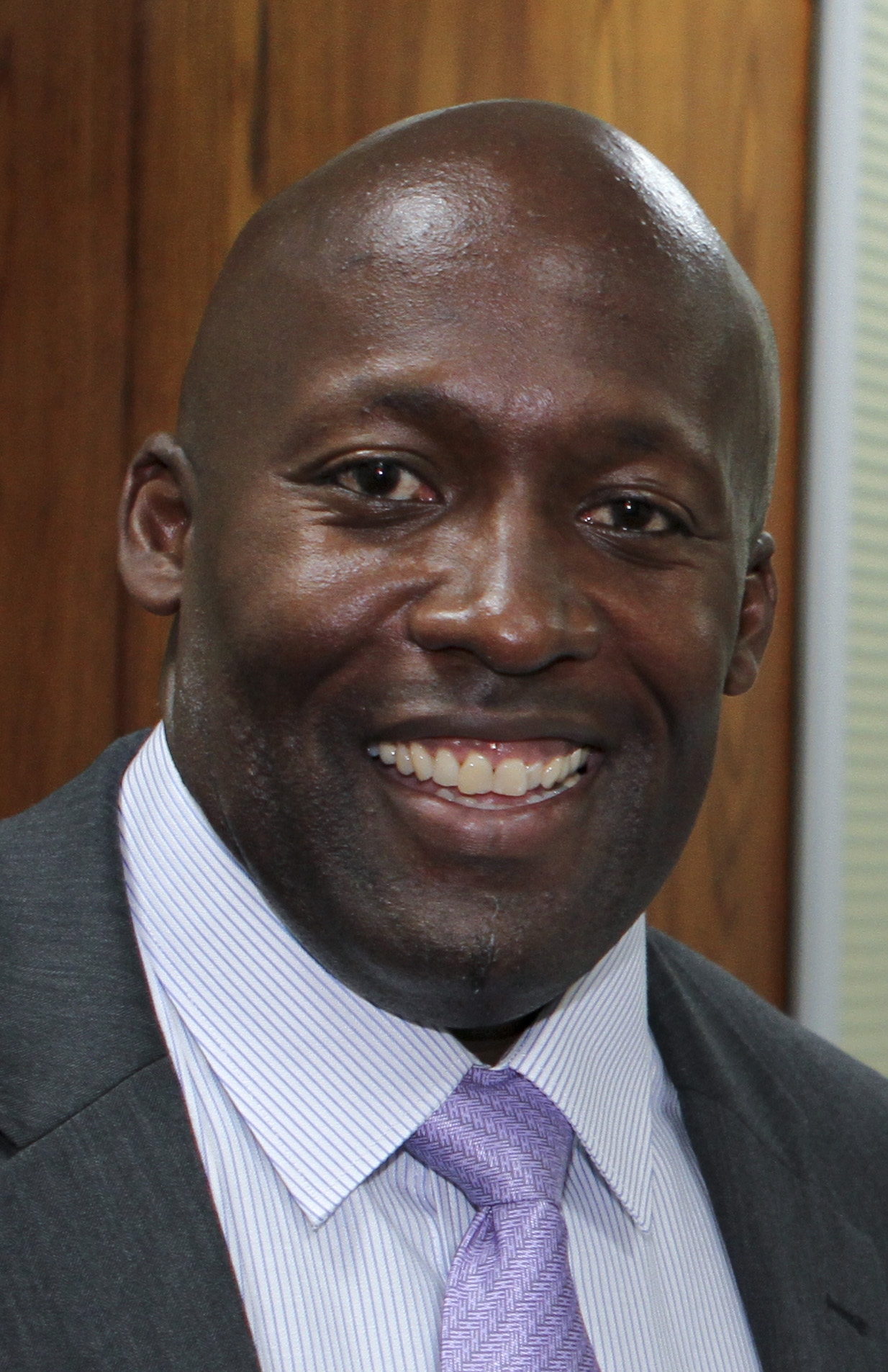
John Regis 2012

John Regis (John Paul Lyndon Regis; * 13. Oktober 1966 in Lewisham, Kent) ist ein ehemaliger britischer Sprinter.

## Leben
John Regis ist 1,81 m groß und wog in seiner aktiven Zeit bis zu 94 kg. Mit dieser wuchtigen Statur war der muskelbepackte Athlet auch in unübersichtlichen Staffelrennen für die Zuschauer jederzeit klar zu erkennen. Seine größten Erfolge feierte er über 100 und 200 Meter. Daneben gewann er sowohl in der 4-mal-100-Meter-Staffel wie auch in der 4-mal-400-Meter-Staffel mit der britischen bzw. englischen Mannschaft Medaillen. Der englische Fußballnationalspieler Cyrille Regis ist sein Cousin.
Regis ist Athletenbotschafter der Entwicklungshilfeorganisation Right to Play.

## Endkampfplatzierungen

### Olympische Spiele
- 1988: Platz 2 über 4 × 100 m in 38,22 s (Elliot Bunney, John Regis, Mike McFarlane, Linford Christie)
- 1992: Platz 6 über 200 m in 20,55 s (nach 20,09 s im Halbfinale)
- 1992: Platz 4 über 4 × 100 m in 38,08 s (Marcus Adam, Tony Jarrett, John Regis, Linford Christie)
- 1992: Platz 3 über 4 × 400 m in 2:59,73 min (Roger Black, David Grindley, Kriss Akabusi, John Regis)

### Weltmeisterschaften
- 1987: Platz 3 über 200 m in 20,18 s
- 1989 (Halle): Platz 1 über 200 m in 20,54 s
- 1991: Platz 3 über 4 × 100 m in 38,09 s (Tony Jarrett, John Regis, Darren Braithwaite, Linford Christie)
- 1991: Platz 1 über 4 × 400 m in 2:57,53 min (Roger Black, Derek Redmond, John Regis, Kriss Akabusi)
- 1993: Platz 2 über 200 m in 19,94 s
- 1993: Platz 2 über 4 × 100 m in 37,77 s (Colin Jackson, Tony Jarrett, John Regis, Linford Christie)
- 1995: Platz 7 über 200 m in 20,67 s

### Europameisterschaften
- 1987: Platz 3 über 200 m in 20,54 s (Hallen-EM)
- 1989: Platz 2 über 200 m in 21,00 s (Hallen-EM)
- 1990: Platz 3 über 100 m in 10,07 s
- 1990: Platz 1 über 200 m in 20,11 s
- 1990: Platz 2 über 4 × 100 m in 37,98 s (Darren Braithwaite, John Regis, Marcus Adam, Linford Christie)
- 1990: Platz 1 über 4 × 400 m in 2:58,22 min (Paul Sanders, Kriss Akabusi, John Regis, Roger Black)

### Commonwealth Games
- 1986: Platz 8 über 200 m in 21,08 s
- 1990: Platz 7 über 100 m in 10,22 s
- 1990: Platz 2 über 200 m in 20,16 s
- 1990: Platz 1 über 4 × 100 m in 38,67 s (Clarence Callender, John Regis, Marcus Adam, Linford Christie)
- 1994: Platz 2 über 200 m in 20,25 s
- 1998: Platz 3 über 200 m in 20,40 s

## Bestleistungen
- 60 m (Halle): 6,71 s, 28. Februar 1991, Sevilla
- 100 m: 10,15 s, 29. Mai 1993, Budapest
- 200 m: 19,87 s, 31. Juli 1994, Sestriere
  - Halle: 20,48 s, 5. Februar 1995, Stuttgart
- 400 m: 45,48 s, 17. April 1993, Walnut
- 4 × 100 m: 37,77 s, 1993
- 4 × 400 m: 2:57,53 min, 1991

Beide Staffelleistungen waren Europarekorde und wurden in Europa bislang nur von britischen Staffeln unterboten.